# Província de Palència
Palència és una província que es troba a Castella i Lleó, al nord-oest de la península Ibèrica. La seua capital és la ciutat homònima. Altres localitats importants d'aquesta província són: Guardo, vila industrial-minera, la més poblada després de la capital. Aguilar de Campoo, vila galetera i turística del nord provincial i Venta de Baños, important nus ferroviari i industrial al sud de la província.
Limita al nord amb Cantàbria, a l'oest amb la província de Lleó, a l'est amb la província de Burgos i al sud amb la província de Valladolid. Té una població de 173.509 hab. (2005) en una superfície de 8.029 km².